# Dolní Tošanovice
Dolní Tošanovice település Csehországban, a Frýdek-místeki járásban. Dolní Tošanovice Vojkovice, Dobratice, Horní Domaslavice, Horní Tošanovice és Dolní Domaslavice településekkel határos. Lakosainak száma 396 fő (2024. január 1.).

## Népesség
A település lakosságának változását az alábbi diagram mutatja:
| Lakosok száma | 420  | 353  | 335  | 293  | 272  | 325  | 339  | 355  | 371  | 396  |
|               | 1869 | 1900 | 1921 | 1961 | 1980 | 2011 | 2016 | 2019 | 2021 | 2024 |